# Critérium International 2009
Il Critérium International 2009, settantottesima edizione della corsa e valida come evento del circuito UCI Europe Tour 2009 categoria 2.HC. Si svolse su tre tappe dal 28 al 29 marzo 2009 da Monthois a Charleville-Mézières, su un percorso totale di 296,8 km. Fu vinto dal tedesco Jens Voigt che terminò la gara con il tempo di 7 ore e 23 minuti netti, alla media di 40,19 km/h.
Al traguardo di Charleville-Mézières 95 ciclisti completarono la gara.

## Tappe
| Tappa  | Data     | Percorso                                   | km    | Vincitore di tappa | Leader cl. generale |
| ------ | -------- | ------------------------------------------ | ----- | ------------------ | ------------------- |
| 1ª     | 28 marzo | Monthois > Charleville-Mézières            | 190   | Jimmy Casper       | Jimmy Casper        |
| 2ª     | 29 marzo | Les Vieilles Forges > Monthermé            | 98,5  | Jens Voigt         | Jens Voigt          |
| 3ª     | 29 marzo | Charleville-Mézières (Cronom. individuale) | 8,3   | Tony Martin        | Jens Voigt          |
| Totale | Totale   | Totale                                     | 296,8 |                    |                     |

## Squadre e corridori partecipanti
| N.    | Cod. | Squadra                     |
| ----- | ---- | --------------------------- |
| 1-8   | SAX  | Team Saxo Bank              |
| 11-18 | GCE  | Caisse d'Epargne            |
| 21-28 | COF  | Cofidis, le Credit en Ligne |
| 31-38 | AST  | Astana Team                 |
| 41-48 | FDJ  | Française des Jeux          |
| 51-58 | GRM  | Team Garmin-Slipstream      |
| 61-68 | THR  | Team Columbia-High Road     |
| 71-78 | KAT  | Team Katusha                |
| 81-88 | ALM  | AG2R La Mondiale            |

| N.      | Cod. | Squadra                      |
| ------- | ---- | ---------------------------- |
| 91-98   | BMC  | BMC Racing Team              |
| 101-108 | AGR  | Agritubel                    |
| 111-118 | EUS  | Euskaltel-Euskadi            |
| 121-128 | BBO  | Bbox Bouygues Telecom        |
| 131-138 | BCS  | Besson Chaussures-Sojasun    |
| 141-148 | VAC  | Vacansoleil Pro Cycling Team |
| 151-158 | SKS  | Skil-Shimano                 |
| 161-168 | LAN  | Landbouwkrediet-Colnago      |
| 171-178 | BSC  | Bretagne-Schuller            |

## Dettagli delle tappe

### 1ª tappa
- 28 marzo: Monthois > Charleville-Mézières – 190 km

Risultati
| Pos. | Corridore        | Squadra         | Tempo    |
| ---- | ---------------- | --------------- | -------- |
| 1    | Jimmy Casper     | Besson          | 4h42'15" |
| 2    | Jaŭhen Hutarovič | Franç. des Jeux | s.t.     |
| 3    | Cyril Lemoine    | Skil-Shimano    | s.t.     |

| Pos. | Corridore        | Squadra         | Tempo    |
| ---- | ---------------- | --------------- | -------- |
| 1    | Jimmy Casper     | Besson          | 4h42'05" |
| 2    | Arnaud Coyot     | Caisse d'Epar.  | a 2"     |
| 3    | Jaŭhen Hutarovič | Franç. des Jeux | a 4"     |

### 2ª tappa
- 29 marzo: Les Vieilles Forges > Monthermé – 98,5 km

Risultati
| Pos. | Corridore     | Squadra   | Tempo    |
| ---- | ------------- | --------- | -------- |
| 1    | Jens Voigt    | Saxo Bank | 2h30'22" |
| 2    | Danny Pate    | Garmin    | a 7"     |
| 3    | Romain Feillu | Agritubel | a 9"     |

| Pos. | Corridore     | Squadra      | Tempo    |
| ---- | ------------- | ------------ | -------- |
| 1    | Jens Voigt    | Saxo Bank    | 7h12'37" |
| 2    | Danny Pate    | Garmin       | a 7"     |
| 3    | Cyril Lemoine | Skil-Shimano | a 8"     |

### 3ª tappa
- 29 marzo: Charleville-Mézières – Cronometro individuale – 8,3 km

Risultati
| Pos. | Corridore       | Squadra       | Tempo  |
| ---- | --------------- | ------------- | ------ |
| 1    | Tony Martin     | Columbia-H.R. | 10'05" |
| 2    | Bradley Wiggins | Garmin        | a 6"   |
| 3    | František Raboň | Columbia-H.R. | a 8"   |

| Pos. | Corridore       | Squadra       | Tempo    |
| ---- | --------------- | ------------- | -------- |
| 1    | Jens Voigt      | Saxo Bank     | 7h23'00" |
| 2    | František Raboň | Columbia-H.R. | a 2"     |
| 3    | Danny Pate      | Garmin        | a 9"     |

## Classifiche finali

### Classifica generale - Maglia gialla
| Pos. | Corridore          | Squadra         | Tempo    |
| ---- | ------------------ | --------------- | -------- |
| 1    | Jens Voigt         | Saxo Bank       | 7h23'00" |
| 2    | František Raboň    | Columbia-H.R.   | a 2"     |
| 3    | Danny Pate         | Garmin          | a 9"     |
| 4    | Maxime Monfort     | Columbia-H.R.   | a 12"    |
| 5    | Cyril Lemoine      | Skil-Shimano    | a 18"    |
| 6    | Jérôme Coppel      | Franç. des Jeux | a 23"    |
| 7    | Juan José Oroz     | Euskaltel       | a 30"    |
| 8    | Jean-Eudes Demaret | Cofidis         | a 34"    |
| 9    | Rinaldo Nocentini  | AG2R La Mond.   | a 35"    |
| 10   | Evgenij Petrov     | Team Katusha    | a 37"    |

### Classifica a punti
| Pos. | Corridore       | Squadra       | Punti |
| ---- | --------------- | ------------- | ----- |
| 1    | Jens Voigt      | Saxo Bank     | 22    |
| 2    | Danny Pate      | Garmin        | 17    |
| 3    | Tony Martin     | Columbia-H.R. | 15    |
| 4    | Cyril Lemoine   | Skil-Shimano  | 13    |
| 5    | Bradley Wiggins | Garmin        | 12    |

### Classifica scalatori
| Pos. | Corridore           | Squadra         | Punti |
| ---- | ------------------- | --------------- | ----- |
| 1    | Jens Voigt          | Saxo Bank       | 29    |
| 2    | Rémy Di Grégorio    | Franç. des Jeux | 20    |
| 3    | David Le Lay        | Agritubel       | 12    |
| 4    | Daniel Navarro      | Astana Team     | 9     |
| 5    | Clément Lhotellerie | Vacansoleil     | 6     |

### Classifica giovani
| Pos. | Corridore          | Squadra        | Tempo    |
| ---- | ------------------ | -------------- | -------- |
| 1    | Jérôme Coppel      | Fran. des Jeux | 7h23'23" |
| 2    | Jean-Eudes Demaret | Cofidis        | a 11"    |
| 3    | Nicolas Roche      | AG2R La Mond.  | a 15"    |
| 4    | Jurij Trofimov     | Bouygues Tel.  | s.t.     |
| 5    | Romain Feillu      | Agritubel      | a 34"    |

### Classifica a squadre
| Pos. | Squadra            | Tempo     |
| ---- | ------------------ | --------- |
| 1    | Team Saxo Bank     | 22h10'05" |
| 2    | Française des Jeux | a 16"     |
| 3    | Team Katusha       | a 49"     |
| 4    | AG2R La Mondiale   | a 1'11"   |
| 5    | Euskaltel-Euskadi  | a 1'33"   |